# 위험한 도박
위험한 도박(House Of Games)은 미국에서 제작된 데이비드 마멧 감독의 1987년 범죄, 미스터리, 스릴러 영화이다. 린제이 크루즈 등이 주연으로 출연하였고 마이클 호스먼 등이 제작에 참여하였다.

## 출연

### 주연
- 린제이 크루즈
- 조 맨테그나

### 조연
- 마이크 너스봄
- 리리아 스칼라
- J.T. 월쉬
- 스티븐 골드스타인

## 제작진
- 미술: 마이클 메릿
- 의상: 난 시불라